# Ismailia
Ismailia (arab. الإسماعيلية = Al-Ismailija) – miasto portowe nad Kanałem Sueskim oraz nad Jeziorem Krokodyli i nad Kanałem Ismailijskim w północno-wschodnim Egipcie. Stolica muhafazy Ismailia.
Założone zostało w 1863 przez Ferdinanda de Lessepsa jako baza przy budowie Kanału Sueskiego. Duży ośrodek przemysłowo-handlowy i kulturalny. Jest to jedna z sześciu diecezji patriarchatu – Kościoła katolickiego obrządku koptyjskiego działającego na obszarze Egiptu. W latach 1973–1979 miasto było siedzibą Sił Pokojowych ONZ – UNEF II. W mieście działa klub sportowy Ismaily SC.